# آرثر كيرش
آرثر كيرش (بالإنجليزية: Arthur Kirsch)‏ هو صحفي أمريكي، ولد في 22 أغسطس 1932.